# Tamara Volokhova
Tamara Volokhova (en russe : Тамара Волохова), née le 30 avril 1990 à Rostov-sur-le-Don, est une femme politique française. Russe de naissance, elle est naturalisée française en 2016.
Au Parlement européen, elle est conseillère technique et attachée de presse auprès des députés du Rassemblement national (RN), principal parti d'extrême droite en France.
Elle est mentionnée dans quelques controverses en raison de ses liens potentiels avec des agents russes.

## Biographie

### Jeunesse et études
Tamara Volokhova naît le 30 avril 1990 à Rostov-sur-le-Don, dans le sud-ouest de la Russie. Elle arrive seule à Strasbourg en 2007 à l’âge de 17 ans. Elle poursuit ses études à l'université Robert-Schuman et à la European Communication School, tout en travaillant occasionnellement comme mannequin. Elle obtient la nationalité française par naturalisation le 11 août 2016.

### Carrière politique
Tamara Volokhova commence sa carrière au Parlement européen en 2012 et rejoint ensuite le groupe d’extrême droite dans lequel siègeait Philippe de Villiers. En 2014, elle devient assistante parlementaire d'Aymeric Chauprade, eurodéputé du Front national. Elle accompagne plusieurs eurodéputés lors de voyages en Russie et en Crimée occupée, période durant laquelle elle est en contact avec des personnalités influentes à Moscou.
En 2016, elle rejoint le groupe Identité et démocratie, dont fait partie le RN, en tant que conseillère politique. Proche de Thierry Mariani, elle se rend en Crimée annexée et à Saint-Pétersbourg pour « observer » les élections parlementaires en Russie. En 2021, elle est promue conseillère technique du groupe au sein de la commission des affaires étrangères du Parlement européen. Elle est colistière du conseiller régional Jean-Claude Bader (RN) pour les élections départementales de 2021 en Alsace,.

## Controverses

### Lien avec la Russie
Tamara Volokhova est impliquée dans plusieurs controverses, notamment concernant d'éventuels liens avec des agents russes. Lors d'un débat en juin 2024, le Premier ministre Gabriel Attal met en lumière sa position sensible en tant que binationale, questionnant ainsi la politique du RN sur les emplois sensibles pour les binationaux.

### Soupçons d'ingérence étrangère
Des accusations d'ingérence étrangère sont également portées contre elle. Le chercheur Anton Chekhovtsov alerte sur son rôle potentiel de relais entre Moscou et l'extrême droite européenne. Une enquête de Mediapart publiée en novembre 2023 révèle qu'une note confidentielle de la DGSI mentionne Tamara Volokhova comme un possible agent d'influence du Kremlin. Malgré ces accusations, le RN la défend fermement, niant toute implication dans des activités d'espionnage ou d'influence étrangère,.